# Dimitri Ferm
Dimitri Ferm, född 9 februari 2019 är en italiensk varmblodig travhäst. Han tränas av Mauro Baroncini och körs av Andrea Farolfi.
Dimitri Ferm började tävla i juli 2021 och har hittills sprungit in 731 266 euro på 27 starter, varav 13 segrar, 2 andraplats och 4 tredjeplatser. Han har tagit karriärens största seger i Derby italiano di trotto (2022). Han har även segrat i Gran Premio Tito Giovanardi (2022), Gran Premio Nazionale (2022), Gran Premio Carlo Marangoni (2022), Gran Premio Continentale (2023) och Gran Premio Memorial Giuseppe Biasuzzi (2023) samt kommit på andraplats i Prix Octave Douesnel (2023) och Prix Bold Eagle (2024).

## Karriär
Dimitri Ferm gjorde tävlingsdebut i juli 2021. Som treåring 2022 tog han ett flertal storloppssegrar, bland annat i det italienska derbyt Derby italiano di trotto. Han tog hem alla större lopp som treåring utöver det italienska derbyt vann han Gran Premio Tito Giovanardi och Gran Premio Nazionale samt Gran Premio Carlo Marangoni. Inledningen av sin fyraåringssäsongen har inte varit lika övertygande då han hittills startat 8 gånger och endast vunnit 1 av loppen.

## Statistik
| Statistik för Dimitri Ferm (Ref.) | Statistik för Dimitri Ferm (Ref.) | Statistik för Dimitri Ferm (Ref.) | Statistik för Dimitri Ferm (Ref.) | Statistik för Dimitri Ferm (Ref.) | Statistik för Dimitri Ferm (Ref.) |
| --------------------------------- | --------------------------------- | --------------------------------- | --------------------------------- | --------------------------------- | --------------------------------- |
| Starter                           | Placeringar                       | Startprissumma                    | Segerprocent                      | Platsprocent                      | Rekord                            |
| 27                                | 13-2-4                            | 731 266 euro                      | 48 %                              | 70 %                              | 1.12,5ak,                         |

### Större segrar
| År   | Lopp                                   | Kusk           | Vinstbelopp | Grupp   |
| ---- | -------------------------------------- | -------------- | ----------- | ------- |
| 2022 | Derby italiano di trotto               | Andrea Farolfi | 350 000 EUR | Grupp 1 |
| 2022 | Gran Premio Tito Giovanardi            | Andrea Farolfi | 64 400 EUR  | Grupp 1 |
| 2022 | Gran Premio Nazionale                  | Andrea Farolfi | 64 400 EUR  | Grupp 1 |
| 2022 | Gran Premio Carlo Marangoni            | Andrea Farolfi | 64 400 EUR  | Grupp 1 |
| 2023 | Gran Premio Continentale               | Andrea Farolfi | 64 400 EUR  | Grupp 1 |
| 2023 | Gran Premio Memorial Giuseppe Biasuzzi | Andrea Farolfi | 64 400 EUR  | Grupp 1 |